# Adolphe Chéron
Pour les articles homonymes, voir Chéron.
Adolphe Chéron, né le 27 mars 1873 à Levallois-Perret (Seine) et mort le 27 novembre 1951 à Saint-Maur-des-Fossés (Seine) est un homme politique français, député radical de la Seine de 1919 à 1936 et membre du gouvernement, chargé de l’éducation physique, de 1933 à 1934.

## Débuts
François Adolphe Chéron grandit dans un milieu de petits commerçants : Joseph Eugène Chéron et Joséphine Louvier. Gymnaste, il rejoint la Pro Patria parisienne en 1888, où il devient par la suite moniteur. Il fonde par la suite la Société d’éducation physique et de préparation militaire du 20e arrondissement. Il devient membre de la Ligue française de l’enseignement en 1902. En 1906, il devieint président de l'Union des sociétés de préparation militaire de France (USPMF).
Durant la guerre, il est fait prisonnier et passe le reste de la guerre dans des cellules allemandes.

## Député radical
Il est élu député de la quatrième circonscription de Sceaux (Saint-Maur-des-Fossés, Créteil, Joinville-le-Pont, Bonneuil-sur-Marne) le 16 novembre 1919 et siège dans le groupe du Parti radical et radical-socialiste.
Il perd son siège de 1924 à 1928, puis est réélu le 29 avril 1928 comme radical indépendant et siège dans le groupe de la Gauche radicale.
Le 1er mai 1932, il est réélu dès le premier tour (Gauche radicale) et entrera au gouvernement.
Il ne rallie pas le Front populaire et se présente le 26 avril 1936 comme radical indépendant. Il est battu au second tour par le communiste André Parsal (PCF).

## Membre  du gouvernement chargé de l’Éducation physique
Président de l’Union des sociétés d’éducation physique et de préparation militaire, Adolphe Chéron est le spécialiste de ces questions à la Chambre des députés.
Il entre au gouvernement le 26 novembre 1933 comme sous-secrétaire d’État au ministère de l’Éducation nationale, chargé de l’éducation physique, dans le gouvernement de Camille Chautemps (radical-socialiste). Il y reste jusqu’à la chute du ministère, le 29 janvier 1934. Il conçoit l'éducation physique comme un moyen de préparer des jeunes capables de faire de bons soldats.
Plusieurs installations sportives portent son nom, comme le stade Adolphe-Chéron, principal site pour le football et l'athlétisme de la ville de Saint-Maur-des-Fossés (Val-de-Marne) ou le stade et gymnase Adolphe-Cheron (Le Perreux-sur-Marne).
Adolphe Chéron est membre de la loge L’enseignement mutuel de l’Orient de Paris.

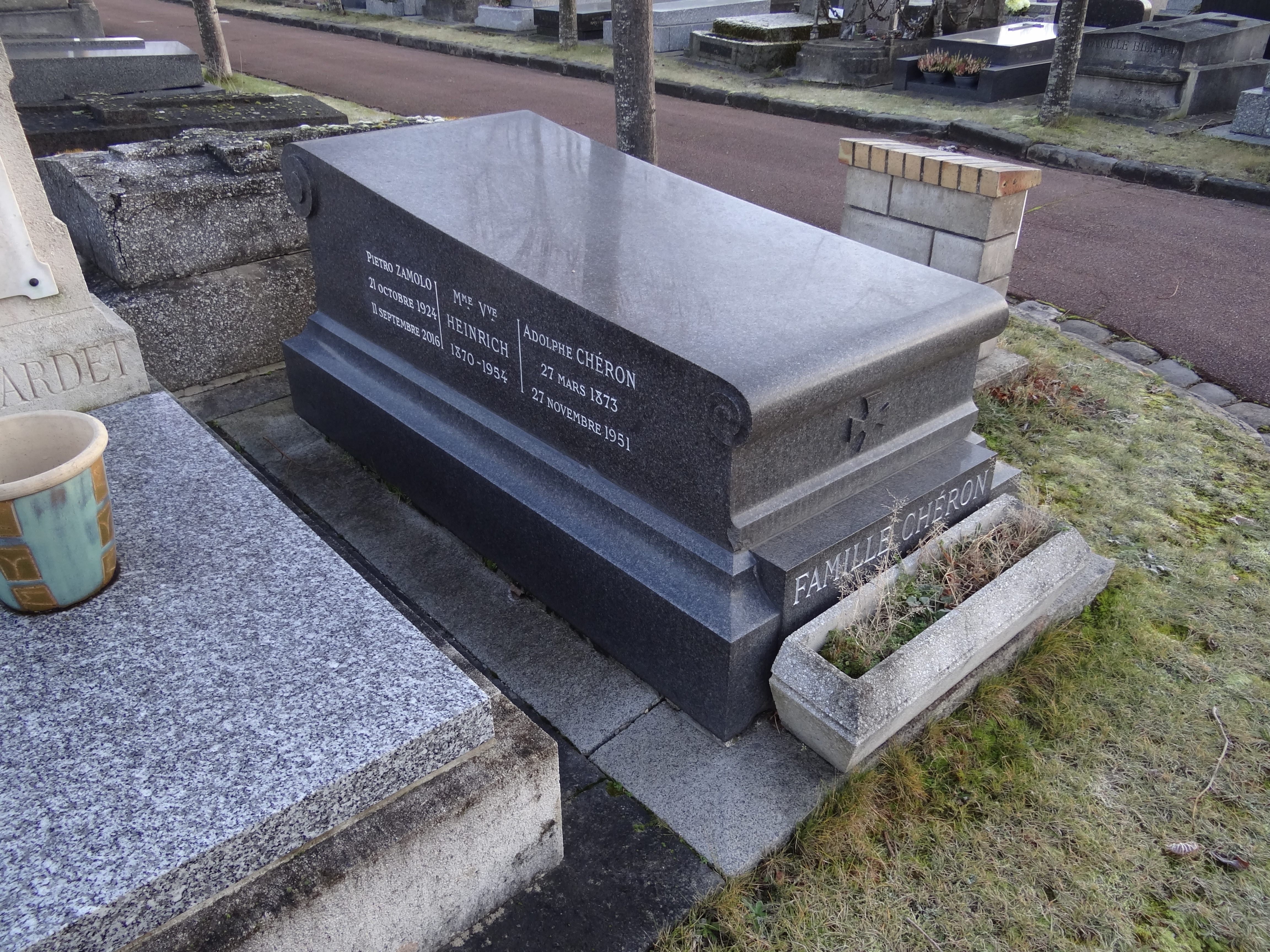
La tombe d'Adolphe Chéron au cimetière Condé de Saint-Maur-des-Fossés (Val-de-Marne).

Il est inhumé dans le caveau familial au cimetière Condé de Saint-Maur-des-Fossés.

## Pour approfondir